# Leucanopsis tabernilla
Leucanopsis tabernilla är en fjärilsart som beskrevs av William Schaus 1933. Leucanopsis tabernilla ingår i släktet Leucanopsis och familjen björnspinnare. Inga underarter finns listade i Catalogue of Life.